# Эминов, Сеитумер Гафарович
Сеитуме́р Гафа́рович Эми́н (крымскотат. Seitümer Ğafar oğlu Emin; 15 мая 1921 деревня Албат, РСФСР (ныне Куйбышево) — 21 марта 2004, Новороссийск) — крымскотатарский поэт и прозаик, активный участник национального движения крымских татар. «Заслуженный деятель искусств Украины» (1993), лауреат Государственной премии Украины имени Тараса Шевченко (2001).

## Биография

### Детство
Сеитумер Эмин родился 15 мая 1921 года в деревне Албат (ныне Куйбышево). Когда ему было семь лет, из жизни ушёл его отец. После его смерти Сеитумер работал пастухом, а также помогал матери в колхозе.
Среднюю школу Сеитумер окончил в деревне Биюк-Озенбаш (ныне Счастливое). Его учителями были такие крымскотатарские деятели, как Осман Балыкчи и Усеин Асан, которые и привили будущему поэту любовь к Крыму и своему народу. Позднее они были репрессированы и расстреляны, что повлияло на Эминова.

### Юность. Вторая мировая война. Начало творческой деятельности. Депортация
По окончании школы Сеитумер Эмин работал в газете «Ударник», издававшейся в Крыму, а затем в крымскотатарской газете «Къызыл Къырым» («Красный Крым»). Вскоре раскрылся его творческий талант. Свое первое стихотворение «Друзья, в дорогу» он опубликовал в газете «Ударник».
С началом Великой Отечественной войны пошёл на фронт добровольцем. С десантом высадился в Одессе, где участвовал в обороне города. Из Одессы был эвакуирован в Севастополь, принял участие в боях за город. Оборона Севастополя повлияла на его творчество: в частности, он написал «Денъиз ве Ана» («Море и мама»), посвящённое этому событию. В последние дни обороны был ранен и попал в госпиталь. По излечении был направлен в Туапсе. В боях за город был повторно тяжело ранен и признан негодным для службы в армии, но даже это не остановило поэта: он добился разрешения участвовать в партизанском движении в Крыму, значительную часть которого составляли крымские татары. В Сочи, где находился штаб партизанского движения Крыма, он познакомился с Джеббаром Акимовым, Рефатом Мустафаевым и Шамилем Алядином. За боевые заслуги в Великой Отечественной войне Сеитумер Эмин, согласно одним источникам, был награждён четырнадцатью орденами и медалями; согласно другим, — восемью медалями.
После освобождения Крыма в середине апреля 1944 года продолжил работу в газете. Однако 18 мая, несмотря на фронтовые заслуги, Эмина вместе со всем крымскотатарским народом депортировали из Крыма в Узбекистан. Сеитумер Эмин попал в город Бекабад. Работал на строительстве Фархадской ГЭС. Вскоре по его инициативе на стройке организовали отдел культуры, которым было поручено руководить Сеитумеру Эминову. При центральном клубе создали театр-ансамбль. Высшее образование получил в Среднеазиатском университете.

### Участие в национальном движении и дальнейшее творчество
Вскоре Сеитумер Эмин примкнул к крымскотатарскому национальному движению, стал одним из организаторов «НДКТ». Работал директором кинотеатра «Октябрь». В городе, где проживало много крымских татар, он проводил встречи с поэтами и писателями. Вопреки запрету советской власти и под угрозой наказания на этих встречах поэты со сцены читали стихи о Крыме, нередко на родном языке.
В 1967—1972 годах работал редактором издательства художественной литературы в Ташкенте. В свет вышли книги его стихов, поэм и переводов: «Беяз чечеклер» («Белые цветы»), «Атешли куньлер» («Огненные годы»). В газетах и журналах публиковались его повести «Козьлеринде кедер сездим» («Я почувствовал в твоих глазах тревогу»), «Чамлар шувулдагъанда» («Когда шумят тополя»), «Яврумда Салгъырнынъ бою» («На берегу Салгира»), «Къар тюбюнде къалгъан топракъ» («Земля, оставшаяся под снегом»), «Бульбульнинъ эляк олувы» («Гибель соловья»), рассказы «О кузь чечеклерини север эди» («Любовь к осенним цветам»), «Хатырлав» («Воспоминания»). В 1968 году принят в члены Союза журналистов СССР, а в 1967 стал членом Союза писателей СССР. Как участник национального движения, писал патриотические произведения о Крыме как на крымскотатарском, так и на русском языках.
В начале 1970-х Эмин из-за участия в национальном движении был вынужден покинуть свою работу и прежнее место жительства. Переселившись поближе к Крыму, в Новороссийск, он продолжил участие в национальном движении крымских татар, работал грузчиком, писал, публиковался в различных издательствах. Поскольку публиковать свои произведения на крымскотатарском языке в Новороссийске возможности и смысла не было, так как в городе практически отсутствовали крымские татары, Эмин начал писать на русском языке. Вышли такие произведения: «Опалённые волны», «Дорога», «Голоса», «Горы», «После грозы», «Долина смерти».
Летом 1987 года писатель и поэт вместе с тысячами его соотечественников участвовал в московских акциях крымских татар, был одним из организаторов акций, выступал со своими речами; главным лозунгом акций было: «Демократия и гласность — и для крымских татар».
Спустя несколько месяцев писатель стал одним из организаторов Таманского похода крымских татар, целью которого было привлечение внимания мировой общественности к проблеме крымских татар. 15 октября 1987 года в газете «Правда Востока» в осуждающем контексте был описан пеший марш из Тамани в Симферополь, в котором участвовало 163 человека. Одним из организаторов которого был назван член Союза писателей СССР Сеитумер Эмин. За этой публикацией последовала травля участников крымскотатарского национального движения, в числе которых был и Сеитумер Эмин..
В конце 1990-х в Крыму издали роман Сеитумера Эмина «Сенинъ йылдызынъ» («Твоя звезда»). Судьба главного героя произведения во многом перекликается с судьбой автора. В это время произведения поэта публиковались в газете «Янъы дюнья» и журнале «Йылдыз». В 2000 году вышел сборник стихотворений на крымскотатарском и русском языках «Сен олмасанъ» («Если бы не было тебя»). В следующем году за эту книгу Сеитумер Эмин был удостоен Государственной премии, а затем и звания «Заслуженный деятель искусств Украины».

### Смерть
Сеитумер Эмин ушёл из жизни 21 марта 2004 года в возрасте 82-х лет и был похоронен вдали от Крыма в городе Новороссийске.

## Некоторые произведения Сеитумера Эмина

### Сборники стихов и поэм
- «Беяз чечеклер» («Белые цветы») – Ташкент, 1968 год;
- «Атешли куньлер» («Огненные годы») − Ташкент, 1969 год;
- «Шиирлер» («Стихи») − газета «Йылдыз», Ташкент, 1983 год, № 5;
- «Меним сесим» («Мой голос») − Ташкент, 1987 год;
- «Сен олмасанъ» («Если бы не было тебя») – газета «Йылдыз», Симферополь, 2001 год, № 3.

### Повести
- «Козьлеринде кедер сездим» («Я почувствовал в твоих глазах тревогу»);
- «Чамлар шувулдагъанда» («Когда шумят тополя»);
- «Яврумда Салгъырнынъ бою» («На берегу Салгира»);
- «Къар тюбюнде къалгъан топракъ» («Земля, оставшаяся под снегом»);
- «Бульбульнинъ эляк олувы» («Гибель соловья»).

### Рассказы
- «О кузь чечеклерини север эди» («Любовь к осенним цветам») − Ташкент;
- «Хатырлав» («Воспоминания») − Ташкент;
- «Япалакъ-япалакъ къар ягъа» («Снег идет хлопьями») − Ташкент;
- «Мен кимим?» («Кто я?») — газета «Йылдыз», Симферополь, 1996 год, № 4.

### Поэма
- «Сын Алупки» − Ташкент.

### Роман
- «Сенинъ йылдызынъ» («Твоя звезда») – 1990-е, Крым[3].

## Память
Литературное наследие Сеитумера Эмина составляет более двадцати книг стихов, переводов и прозы. Некоторые произведения поэта и писателя включены в общеобязательную программу изучения украинской литературы для школьников Украины. В 2010-х на его родине в Албате ему был воздвигнут памятник.

### Оценка творчества
Джелилова Ленияра Шакировна, кандидат филологических наук и доцент КИПУ, так писала о творчестве Сеитумера Эмина:

 Он известен своим ярким литературным творчеством, необычным поэтическим слогом, особенно выразительным языком. С. Эмин знаком читателям и любим ими за простой и искренний стиль повествования. При этом поэт всегда и неизменно использует классические литературные приёмы. Высокий художественный стиль, традиционные формы стиха С. Эмина, близкое нам по содержанию его литературных произведений, чувственный лиризм граничат с «прозой» жизни и реализмом.
Писатель Ротов Виктор в своём очерке «И в нём восходят строки...» следующим образом писал о поэте:

Они, эти живые участники великого сражения за жизнь, еще долго будут рассказывать детям и внукам своим о бессмертном ратном подвиге советского народа, о том, как надо любить свою Родину. Прекрасно это делает и поэт Сеитумер Эминов. Рассказывает он просто, но взволнованно и страстно, с горечью и болью вспоминая погибших друзей, раскрывая нам красоту и чистоту их юных душ, говорит с тревогой о судьбах и завтрашнем дне всех людей на земле. Рядом с суровыми строчками о войне, гибели товарищей соседствуют в стихах Эминова нежность и добрая улыбка. И может, не случайно, что мужественный и добрый человек, замечательный поэт поселился в Новороссийске, солнечном городе — герое. Коллеги — писатели называют Сеитумера Гафаровича поэтом-философом. И это так. 